# Das sündige Dorf (1966)
Das sündige Dorf ist ein deutscher Spielfilm des Regisseurs Werner Jacobs aus dem Jahr 1966. Er ist die dritte Verfilmung des gleichnamigen Schwanks von Max Neal. Dieser Schwank ist eine der meistgespielten bayerischen Komödien überhaupt und wurde mehrfach verfilmt.

## Handlung
Als die Söhne des Bauern Thomas und seiner Frau Therese Stangassinger, Toni und Sepp, den Eltern ihre Verlobten vorstellen, glauben diese, in den Auserwählten ihre jeweiligen unehelichen Töchter zu erkennen. Durch Intrigen versuchen die beiden nun, die Liebenden auseinanderzubringen, um eine Geschwisterehe zu verhindern.

## Kritiken
„Dritte Verfilmung des Bauernschwanks um wirkliche und vermeintliche außereheliche Kinder. Auf Export und Kasse getrimmte Neuauflage eines überflüssigen Films in denkbar schlichter Machart.“

„Neuverfilmung eines bayerischen Volksstücks, das seinen Spaß aus reichlich verwirrten Familienverhältnissen bezieht, im Stile der Schlagerrevue mit Alpenkulisse. Für Jugendliche ungeeignet, für Erwachsene unnötig.“